# دومينغوس ماكاندزا
دومينغوس جواو ماكاندزا (ولد في 17 يونيه 1998)، يعرف أحيانا باسم دومينغوس ميكسير, هو لاعب كرة قدم موزمبيقي محترف يلعب كظهير أيمن لكوستا دو سول ومنتخب موزمبيق.

## مسيرته الكروية
بدأ ماكاندزا مسيرته في الدوري الموزمبيقي مع ماشاكويني في عام 2016. في عام 2020 ، قضى فترة مع فيلانكولو, وفي الموسم التالي مع منافسين كروس تاون فيلانكولو. في يناير 2022 ، انتقل إلى كوستا دو سول.

## دولياً
ظهر ماكاندزا لأول مرة مع منتخب موزمبيق في خسارة 2–1 في كأس كوسافا 2018 أمام مدغشقر في 27 مايو 2018. لعب مع موزمبيق في بطولة أمم إفريقيا للمحليين 2022. تم استدعاؤه إلى المنتخب الوطني ل كأس الأمم الإفريقية 2023.

## روابط خارجية
- دومينغوس ماكاندزا  على سكروي
- دومينغوس ماكاندزا على فرق كرة القدم الوطنية.كوم